# شيري بريست
شيري بريست (بالإنجليزية: Cherie Priest)‏ (30 يوليو 1975، فلوريدا في الولايات المتحدة)؛ كاتِبة وروائية أمريكية.